# Land der Wunder
Land der Wunder (Originaltitel: Le meraviglie, dt.: „Das Wunderwerk“; internationaler englischsprachiger Titel: The Wonders, dt.: „Die Wunder“) ist ein Spielfilm von Alice Rohrwacher aus dem Jahr 2014. Die europäische Koproduktion, für die die Regisseurin auch das Drehbuch verfasste, erzählt vom Alltag einer deutsch-italienischen Familie, die auf einem Bauernhof an der Grenze zwischen der Toskana und Latium lebt und unter erschwerten Bedingungen Honig produziert. Als die älteste Tochter (dargestellt von der Laiendarstellerin Maria Alexandra Lungu) die Familie für eine kommerzielle Fernsehshow anmelden will, führt das zum offenen Konflikt mit dem Vater (Sam Louwyck). Es handelt sich um den ersten Teil einer Filmtrilogie über die Situation auf dem Land, die die Regisseurin mit Glücklich wie Lazzaro (2018) und La chimera (2023) abschloss. Alle drei Filme vereine die Frage „Was tun mit der Vergangenheit?“
Die Uraufführung von Rohrwachers zweitem Spielfilm fand am 18. Mai 2014 im Wettbewerb des 67. Filmfestivals von Cannes statt. Dort wurde die von der Fachkritik als realistisch und zugleich märchenhaft gepriesene Coming-of-Age-Erzählung mit dem Großen Preis der Jury ausgezeichnet. Der offizielle Kinostart in Italien erfolgte am 22. Mai 2014, in Deutschland am 2. Oktober 2014, in der Schweiz und in Österreich am 9. bzw. 10. Oktober 2014.

## Handlung
Die 12-jährige Gelsomina lebt mit ihren drei jüngeren Schwestern Marinella, Caterina und Luna, ihren Eltern Wolfgang und Angelica und ihrer Tante Cocò auf einem Bauernhof auf dem Land. Ihr Vater Wolfgang, der wegen seines fehlenden Sohnes von den italienischen Bauern aufgezogen wird, stammt aus dem deutschsprachigen Raum. Er führt den Hof mit harter Hand, wodurch es immer wieder zu Streitigkeiten kommt. Die Familie hält Schafe und baut ihr eigenes Gemüse an. Der Lebensunterhalt wird aber hauptsächlich mit der Produktion und dem örtlichen Verkauf von Honig erwirtschaftet. Entspannung von der harten Arbeit sucht die Familie durch gelegentliche Badeausflüge in der Umgebung. Während andere Bauern über eine Umstellung auf Ökotourismus nachdenken, schottet sich Wolfgang vor allen Neuerungen ab und verurteilt diese.
Über den Sommer verschärft sich die finanzielle Lage der Familie und ihr droht im kommenden Winter die Zwangsräumung. Als die extravagante italienische Reality-Serie „Il paese delle Meraviglie“ mit der attraktiven Moderatorin Milly Catena vor Ort ein Casting veranstaltet, träumt Gelsomina von einer Teilnahme. Das Format sucht nach Familien, die lokale landwirtschaftliche Produkte erzeugen. Trotz eines Preisgeldes für die Gewinner ist Wolfgang gegen ein Mitwirken. Gleichzeitig nimmt die Familie auf sein Bestreben hin den straffällig gewordenen Martin aus Deutschland auf, da seine Resozialisierung auf dem Hof eine zusätzliche finanzielle Einnahmequelle verspricht. Gelsomina leitet den schweigsamen Jungen im Umgang mit den Bienen an. Schon bald hegt sie Gefühle für Martin, der sehr gut pfeifen kann aber jedwede Art von körperlicher Zuwendung ablehnt. Die Zuneigung Gelsominas zu Martin bleibt Wolfgang nicht unbemerkt, der eine mögliche Liebe der beiden streng zu unterbinden versucht.
Gelsomina meldet ihre Familie heimlich beim Seriencasting an. Als ihre Eltern eines Tages für einen Behördengang den Hof verlassen müssen, überschlagen sich die Ereignisse. Marinella verletzt sich ihre Hand in der Zentrifuge und muss ins Krankenhaus. Dadurch kann der Eimer für die Honigaufbereitung nicht wie gewohnt gewechselt werden und ein Großteil läuft über. Zeitgleich besucht ein Castingagent der Serie den Hof und wählt die Familie aus. Wolfgang, der heimlich der Familie ein Kamel gekauft hat, ist tief enttäuscht von Gelsomina. Dennoch nimmt er gemeinsam mit Cocò, Gelsomina, Mariella und Martin an der Serie teil, die in einer Nekropole auf einer Insel aufgezeichnet wird. Unter Lampenfieber leidend, fehlen Wolfgang beim finalen Interview mit Milly Catena die Worte. Auch ein spontan von Gelsomina gezeigter Trick, bei dem sie unter dem Pfeifen von Martin Bienen aus ihrem Mund über ihr Gesicht laufen lässt, kann die Niederlage der Familie nicht abwenden. Als die enttäuschte Cocò Martin dazu drängen will, zuerst Gelsomina und dann sie zu küssen, flüchtet er in den nächtlichen Wald und bleibt trotz des Einsatzes von Carabinieri verschwunden. Auf der Rückfahrt von der Insel versucht Milly Catena die traurige Gelsomina zu trösten. In der Folge ist die Familie gezwungen erst ihre Schafe zu verkaufen und dann den Hof zu verlassen. Gelsomina kehrt zwischenzeitlich in einer märchenhaft anmutenden Sequenz zur Insel zurück und findet Martin wieder. In einer der vielen Höhlen verbringen sie die Nacht miteinander.

## Rezeption

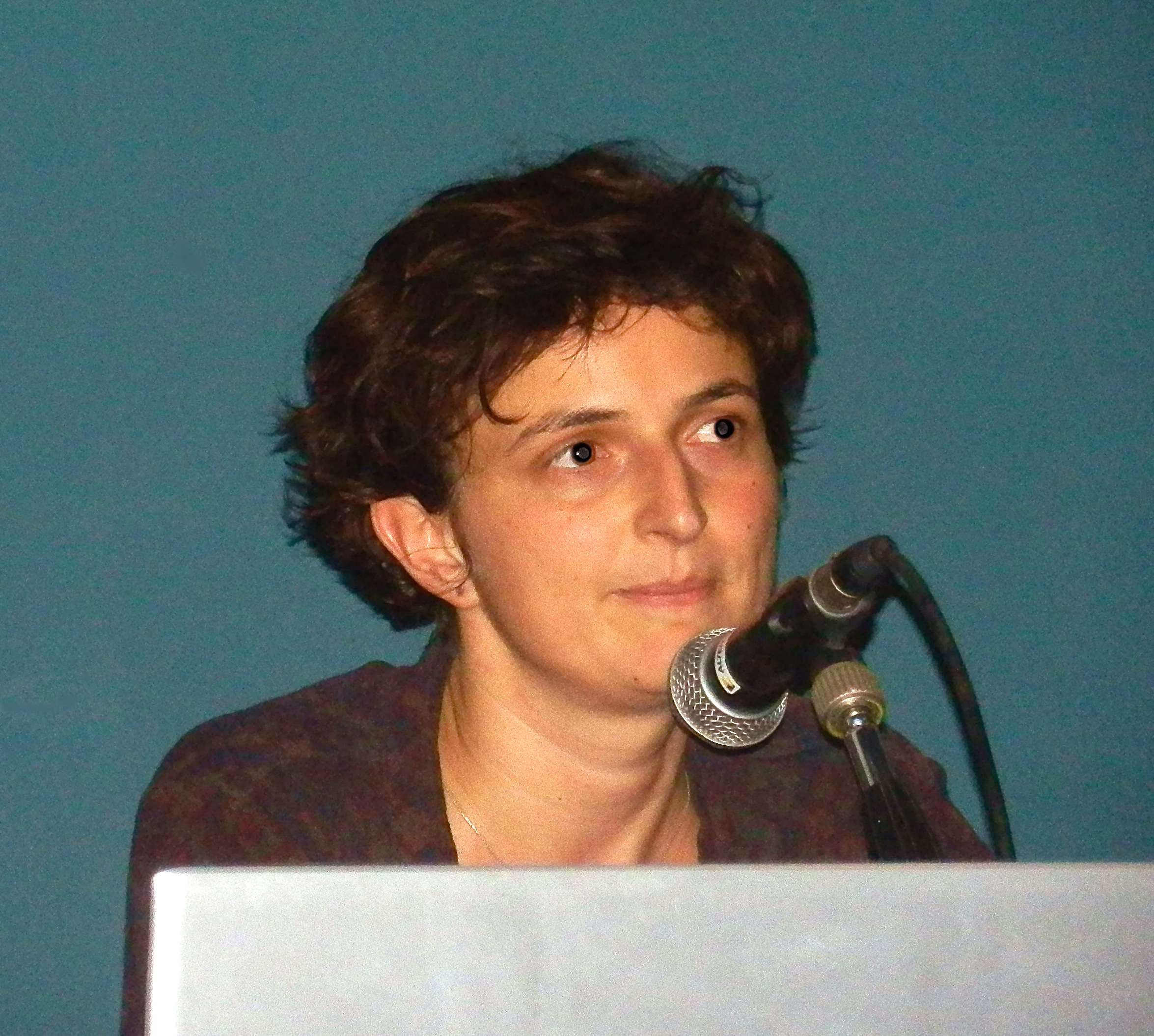
Alice Rohrwacher im Jahr 2014

### InternationaleKritik
Auf der Website Rotten Tomatoes hält Land der Wunder derzeit (Stand: August 2019) eine Bewertung von 96 Prozent, basierend auf 67 englischsprachigen Kritiken und einer Durchschnittswertung von 7,38 von 10 Punkten. Das Fazit der Seite lautet: „‚Land der Wunder‘ bietet eine bezaubernde Coming-of-Age-Geschichte, die gleichzeitig eine leise und wirksame Hommage an eine verschwindende Lebensweise darstellt“. Auf Metacritic erhielt der Film eine Bewertung von 76 Prozent, basierend auf 17 ausgewerteten Kritiken.
Bei der Premiere von Rohrwachers Regiearbeit bei den 67. Internationalen Filmfestspielen von Cannes wurde Land der Wunder nicht als Mitfavorit auf die Goldene Palme, den Hauptpreis des Festivals, gehandelt. Der Film erhielt im internationalen Kritikenspiegel der britischen Fachzeitschrift Screen International 2,6 von 4 möglichen Sternen und belegte damit gemeinsam mit den konkurrierenden Produktionen The Homesman, Mommy und  Timbuktu einen geteilten 8. Platz unter allen 18 Wettbewerbsfilmen. Mike Leighs Mr. Turner – Meister des Lichts (3,6) führte die Rangliste vor dem russischen Beitrag Leviathan (3,5) von Andrei Swjaginzew und Nuri Bilge Ceylans späteren Palmen-Gewinner Winterschlaf (3,4) an. In einem rein französischen Kritikenspiegel der Website Le film français sah keiner der 13 Kritiker Land der Wunder als Palmen-Favoriten an und vergaben fast durchgehend die niedrigste Bewertung.
Euphorisch wurde der Film dagegen von Robbie Collin (The Daily Telegraph) besprochen, Mitglied des Kritikenspiegels von Screen International und einziger Rezensent, der Land der Wunder in Cannes die höchstmögliche Wertung von vier Sternen zukommen ließ. In seiner mehr als ein Jahr später zum britischen Kinostart veröffentlichten Kritik gab er an, dass sich seine Liebe zu dem „ruhigen und scheinbar leichten Film“ beim zweiten Sehen „vertieft“ habe und den ihn umgebenden „Zauber“ als noch „betörender“ und „verführerischer“ empfände. Den aufgezeigten sozialen Kontext der „bittersüßen Geschichte“ erinnerte Collin an die Arbeiten von Jean-Pierre und Luc Dardenne bzw. ein wenig an die großen neorealistischen Filme der 1940er- und 1950er-Jahre. Dennoch würde sich Land der Wunder durch seinen „Wirbel an Verzauberung“ von den genannten Werken absetzen. Beispielhaft nannte er u. a. die Szene mit der verkleideten Monica Bellucci in den Felsbächen, die an Federico Fellini erinnere. In der Coming-of-Age-Geschichte sei der Übergang von der Kindheit zum Jugendalter „so sanft und magisch wie die Abenddämmerung“ inszeniert.

### Auszeichnungen
Land der Wunder gewann 2014/15 zwölf Film- und Festivalpreise und wurde für 18 weitere nominiert, darunter folgende:
- Internationale Filmfestspiele von Cannes 2014: Großer Preis der Jury
- Abu Dhabi Film Festival 2014: Black Pearl Award im Wettbewerb New Horizons (Alice Rohrwacher)
- Filmfest München 2014: CineVision Award (Alice Rohrwacher)
- Nastro d’Argento 2014: Guglielmo-Biraghi-Preis – Lobende Erwähnung (Maria Alexandra Lungu), Nominierungen in den Kategorien Regie, Produzenten (Carlo Cresto-Dina, Tempesta, Rai Cinema), Drehbuch, Schnitt (Marco Spoletini)
- Festival de Cine de Sevilla 2014: Beste Darstellerin (Maria Alexandra Lungu), Spezialpreis der Jury (Alice Rohrwacher)
- Ciak d’oro 2015: Bester Produzent (Carlo Cresto-Dina), Nominierungen in den Kategorien Nebendarstellerin (Alba Rohrwacher), Drehbuch, Szenenbild (Emita Frigato), Kostüme (Loredana Buscemi), Schnitt
- David di Donatello 2015: Nominierung in der Kategorie Beste Produzenten (Carlo Cresto-Dina, Tempesta, Rai Cinema)
- Italian Online Movie Award 2015: Bester italienischer Film (Alice Rohrwacher)
- Festival del cinema di Spello 2015: Beste Tongestaltung (Marta Billingsley)